# Hertta Kuusinen
Hertta Elina Kuusinen (Luhanka, 14 febbraio 1904 – Mosca, 18 marzo 1974) è stata una politica finlandese. Fu membro del comitato centrale (1944-1971) e dell'ufficio politico del Partito Comunista Finlandese, membro del parlamento finlandese, l'Eduskunta (1945-1972), segretaria generale (1952-1958) e leader del gruppo parlamentare della Lega Democratica Popolare Finlandese.

## Biografia

### Primi anni
Nata a Luhanka il 14 febbraio 1904, era la figlia del politico sovietico ed ex leader comunista finlandese Otto Wille Kuusinen. Hertta Kuusinen si trasferì in Unione Sovietica dopo il padre nel 1922. Lavorò per il Comintern a partire dal 1922 e divenne membro del Partito Comunista Finlandese nel 1930. Fu testimone dell'ascesa al potere di Adolf Hitler in Germania nel periodo 1932-1933 e insegnò alla Scuola Internazionale Lenin dal 1933 al 1934. Tornata in Finlandia nel 1934 sotto copertura con il nome di Iris Pettersson per lavorare per il partito comunista clandestino, finì subito dopo in carcere per oltre dieci anni.

### Carriera
Kuusinen divenne nota per essere la principale donna comunista nella Finlandia del dopoguerra. Nel 1948 divenne la seconda donna a ricoprire l'incarico di ministro del governo finlandese.
Il clima politico in Finlandia cambiò dopo la seconda guerra mondiale. Kuusinen fu rilasciata nel settembre del 1944 e nelle prime elezioni del dopoguerra tenutesi nel 1945, fu eletta all'Eduskunta nella lista della Lega Democratica Popolare Finlandese (SKDL). Fu segretaria generale dell'SKDL dal 1952 al 1958, quando l'SKDL divenne il partito più grande dell'Eduskunta con 50 seggi su 200. Negli anni cinquanta e sessanta Hertta Kuusinen si spese molto 
per l'attuazione di riforme sociali e culturali quali la riduzione dell'orario di lavoro settimanale, la parità salariale, il congedo di maternità e degli assegni familiari. Fu deputata al Parlamento fino al 1972 e detenne anche il record di voti personali (58.770/1948) ricevuti nelle elezioni parlamentari fino alle elezioni del 2007. Tra il 1969 e il 1974 Kuusinen fu presidente della Federazione democratica internazionale delle donne.

### Vita personale
Hertta Kuusinen è stata sposata con i politici comunisti Tuure Lehén (1923-1933) e Yrjö Leino (1945-1950).
Morì a Mosca il 18 marzo 1974, all'età di 70 anni. Per sua volontà le sue ceneri furono disperse nel cimitero di Helsinki e non fu eretta una tomba in sua memoria.